# Скиро, Николо
Николо «Кола» Скиро (англ. Nicolo "Cola" Schiro; 2 сентября 1872, Роккамена, Палермо, Сицилия, Италия — 29 апреля 1957, Кампореале, Палермо, Сицилия, Италия) — один из первых италоамериканских гангстеров сицилийского происхождения в Нью-Йорке, второй по счёту босс мафиозного клана, позже ставшего известным как семья Бонанно (1912—1930).
Руководил бандой Скиро, которая ответственна за убийства «Хороших убийц» в Нью-Йорке, Нью-Джерси и Детройте. Банда Скиро также контролировала азартные игры и практиковала рэкет в Бруклине (Нью-Йорк), занималась бутлегерством во время «сухого закона» и печатала фальшивые деньги. Конфликт с конкурирующим боссом мафии Джо Массерией заставил Скиро уехать на Сицилию.

## Ранние годы
Николо Скиро родился в 1872 году в сицилийском городе Роккамена в семье Маттео Скиро и его жены Марии Антонии Риззуто. Семья его отца происходила из арбереши, проживавших в городке Контесса-Энтеллина. Несколько лет спустя семья Скиро переехала в родной город его матери, в расположенный по соседсту Кампореале.
Скиро иммигрировал в Соединённые Штаты в 1897 году. К маю 1902 года, съездив на Сицилию, он жил в бруклинском районе Уильямсберг.
В апреле 1905 года Скиро был арестован за открытие мясной лавки в воскресенье вопреки нью-йоркским «воскресным» законам. Позже он стал торговать дрожжами.

## Босс мафии
В 1912 году Скиро стал новым главой сицилийской банды с центром в Уильямсбурге, заменив ушедшего на покой Себастьяно ДиГаэтано.
Информатор Секретной службы Сальваторе Клементе сообщил в ноябре 1913 года, что Скиро был связан с семьёй Морелло, вместе ведя войну против «босса боссов» Сальваторе Д'Аквила. Позже Скиро занял более нейтральную позицию, не поддерживая ни банду Д'Акуилы, ни банду Морелло.
Банда Скиро контролировала азартные игры в Уильямсберге, одновременно вымогая деньги у итальянских иммигрантов («Чёрная рука») и навязывая «защиту», угрожая в случае отказа нападениями.
Скиро руководил своей бандой консервативно, ведя свою преступную деятельность в основном среди сицилийских иммигрантов и не сотрудничая с несицилийскими бандами. Он ни разу не был арестован во время своего пребывания на посту босса, избегая внимания со стороны властей и средств массовой информации.
Скиро наладил тесные отношения с местными деловыми и политическими лидерами и входил в совет директоров местного Объединённого итало-американского демократического клуба.
Первая заявка Скиро на получение гражданства США была отклонена в 1913 году из-за его «незнания Конституции США». Позже он успешно натурализовался в 1914 году.
В 1919 году Бюро расследований рассмотрело список подозреваемых в убийстве «Чёрной руки» на юге Колорадо, составленный шерифом округа Уэрфано, в который фигурировал гангстер из банды Скиро Фрэнк Ланца. Шериф писал, что Ланца приезжал в Колорадо из Нью-Йорка «каждый май, делая вид, что покупает сыр, но приезжает, чтобы организовать рэкетиров».

## «Хорошие убийцы»

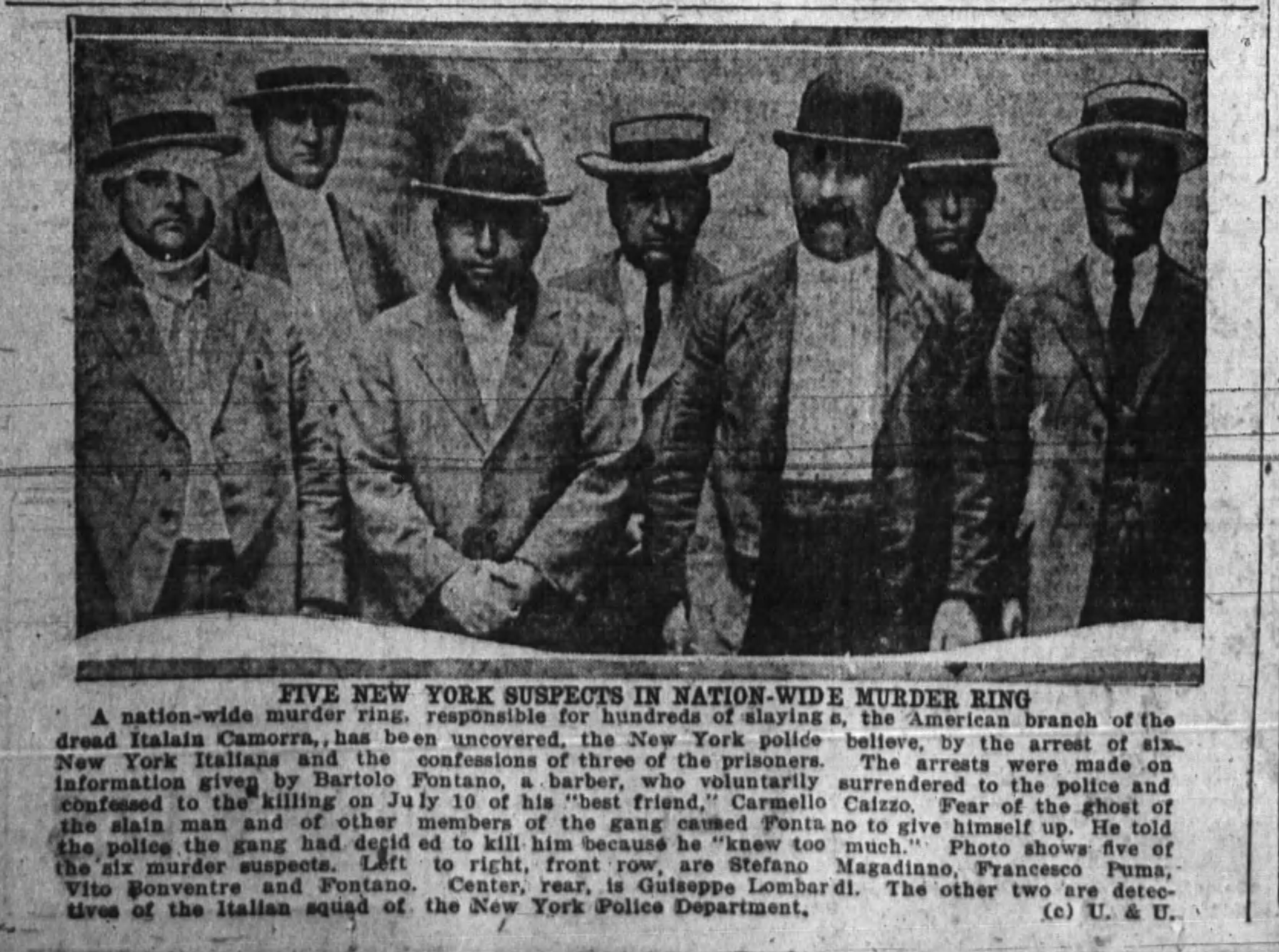
Пятеро подозреваемых в преступлениях «хороших убийц» под стражей в полиции (1921 год). Слева направо, в первом ряду: Стефано Магаддино, Франсиско Пума, Вито Бонвентре и Бартоло Фонтана. В центре сзади: Джузеппе Ломбарди.

11 ноября 1917 года двое гангстеров Скиро, Антонио Маццара и Антонино ДиБенедетто, были застрелены недалеко от пересечения Северной 5-й улицы и улицы Роблинг в Бруклине. Один из убийц, Антонио Массино, был арестован недалеко от места происшествия, но другой, детройтский мафиози Джузеппе Буччеллато, скрылся. Буччеллато убил Маццару и ДиБенедетто после того, как они отказались раскрыть местонахождение Стефано Магаддино, гангстера из семьи Скиро. Ранее, в марте, Магаддино организовал убийство Феличе Буччеллато, брата Джузеппе, из-за вражды мафиозного клана Магаддино и Вито Бонвентре с мафиозным кланом Буччеллато, начавшейся ещё в их родном городе Кастелламмаре-дель-Гольфо.

### Убийства в Детройте (1917)
Решив убить Джузеппе Буччеллато, но не сумев его найти, Скиро и Магаддино нацелились на его семью. Двоюродный брат Джузеппе, Пьетро Буччеллато, работал на заводе Ford Motor Company в Хайленд-Парке (штат Мичиган). Несмотря на то, что у Пьетро Буччеллато не было связей с мафией, Скиро договорился с боссом детройтской мафии Тони Джаннолой о его убийстве.
8 декабря 1917 года был застрелен румынский рабочий-автостроитель по имени Джозеф Константин, которого приняли за Пьетро Буччеллато.
10 декабря Франческо Финаццо, докер, связанный с Пьетро Буччеллато, был расстрелян гангстерами Скиро в Бруклине возле своего дома на том же углу, где месяцем ранее были убиты Маззара и ДиБенедетто.
19 декабря в Детройте другого румынского рабочего-автостроителя приняли за Пьетро Буччеллато. Пол Мутрук получил несколько выстрелов в спину, затем ему дважды выстрелил в голову, убив его.
22 декабря, когда Пьетро Буччеллато вместе с другими пассажирами ждал посадки в приближающийся троллейбус, двое убийц несколько раз выстрелили в него. Одна из пуль попала в окно троллейбуса, едва не задев пассажира. Буччеллато прожил достаточно долго, чтобы его доставили в больницу, где он перед смертью сказал полиции, что на него напали «из-за его двоюродного брата».

### Убийство Камилло Кайоццо
В августе 1921 года в полицию Нью-Йорка обратился парикмахер по имени Бартоло Фонтана, признавшись в убийстве Камилло Кайоццо, совершённом за пару недель до этого в Нью-Джерси. Сальваторе Чераво, трактирщик из Нью-Джерси, который помог Фонтане избавиться от тела Кайоццо, только что был арестован. Фонтана утверждал, что убил Кайоццо по приказу «хороших убийц», группы ведущих мафиози банды Скиро, выходцев из Кастелламмаре-дель-Гольфо, в отместку за причастность Кайоццо к убийству в 1916 году брата Стефано Магаддино, Пьетро, совершённого ещё в Сицилии. Фонтана, опасаясь, что его может убить банда Скиро, согласился помочь полиции. Стефано Магаддино встретил Фонтану на Центральном вокзале, чтобы дать ему 30 долларов и помочь бежать из города. Во время встречи Магаддино был арестован полицией Впоследствии за причастность к убийству Кайоццо были арестованы. Вито Бонвентре, Франческо Пума, Джузеппе Ломбарди и двое других гангстеров.
Фонтана сообщил, что «хорошие убийцы» также несут ответственность за ряд других убийств. Некоторые из их жертв были связаны с мафиозным кланом Буччеллато в Кастелламере-дель-Гольфо, в то время как другие жаловались на то, что их обманули в азартных играх, которыми руководила банда Скиро. Также целью «хороших убийц» были сторонники Сальваторе Лойякано, которого в борьбе за контроль над семьёй Морелло поддержал Сальваторе Д'Аквила. Лойякано был убит 10 декабря 1920 года, через несколько месяцев после того, как Джузеппе Морелло был освобождён из тюрьмы. Согласно статье в New York Evening World от 1 марта 1921 года, семеро мужчин возложили руки на труп Лойякано во время похорон и поклялись отомстить. В течение нескольких месяцев трое давших клятву — Сальваторе Мауро, Анджело Патрикола и Джузеппе Гранателли — были убиты, а четвёртый, Анджело Лагаттута, был тяжело ранен. Фонтана назвал их всех жертвами «хороших убийц». Морелло заключил сделку со Скиро, своим бывшим союзником по борьбе против Д'Аквилы, чтобы убить сторонников Лойякано.
Власти Нью-Джерси решили не выдвигать обвинения в заговоре с целью убийства Кайоццо. Обвинения против Магаддино были сняты, несмотря на показания полицейских Нью-Йорка, также как и обвинения против Бонвентра. Остались только обвинения против Фонтаны и трёх мужчин, которые помогали избавиться от тела — Пумы, Ломбарди и Чераво. Франческо Пума был убит на улице Нью-Йорка, находясь под залогом в ожидании суда, при этом шальная пуля попала в семилетнюю девочку. Фонтана сел в тюрьму за убийство Кайоццо, а обвинения против Чераво и Ломбарди в конечном итоге были сняты. Магаддино бежал из Нью-Йорка после освобождения и поселился в районе Буффало (Нью-Йорк).

## «Сухой закон» (1920-е)

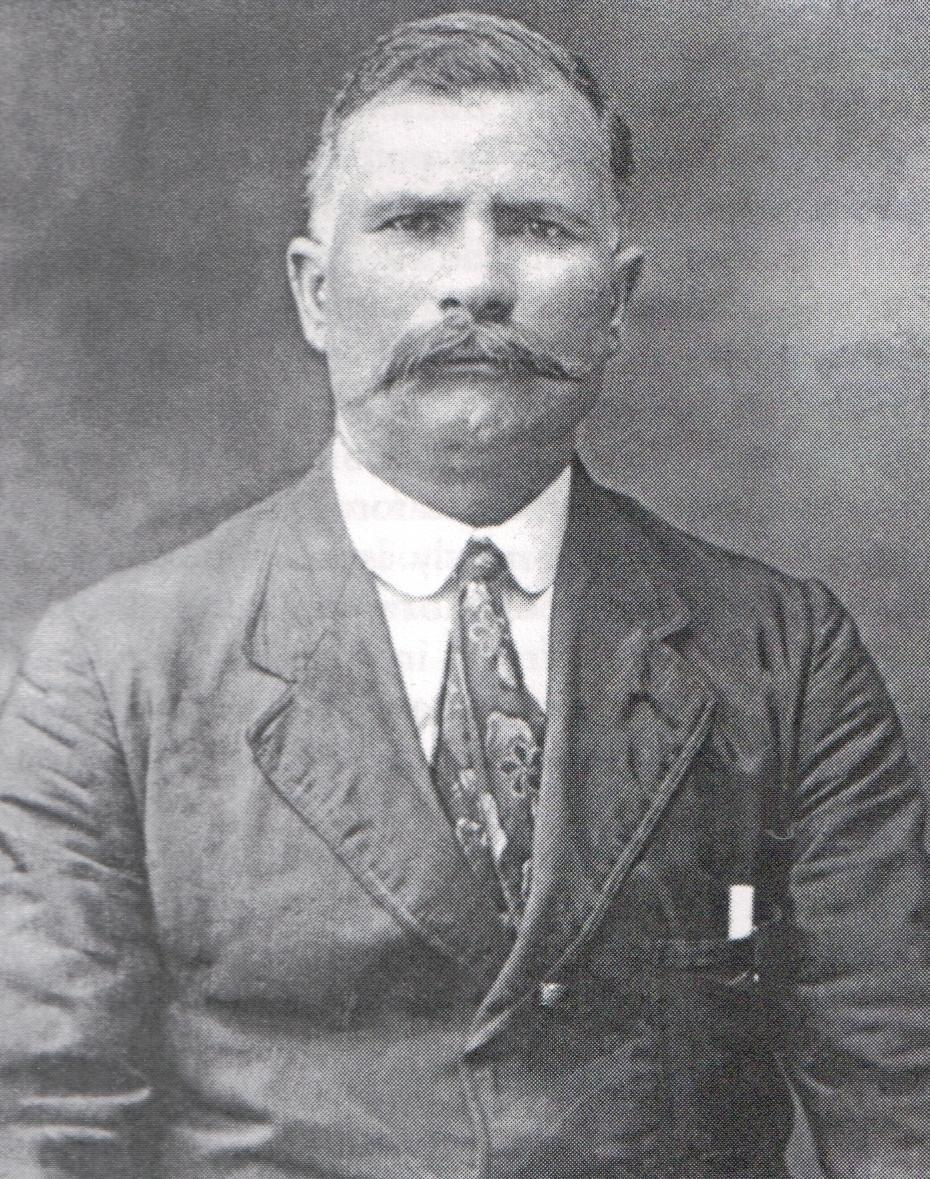
Вито Бонвернтре.

В 1920-х несколько гангстеров Скиро стали боссами мафии в других городах: Фрэнк Ланца в Сан-Франциско, Стефано Магаддино в Буффало и Гаспаре Мессина в Новой Англии. Скиро также был близок с будущим боссом семьёй Лос-Анджелеса Ником Ликатой.
В апреле 1921 года Скиро принял Николу Джентиле в свою семью, чтобы защитить его от капо ди капи Сальваторе Д'Аквила, продемонстрировав тем самым свою независимости от Д'Аквилы.
Гангстер Скиро Джованни Баттиста Дибелла был арестован (под псевдонимом Пьяцца) 14 июля 1921 года, когда во время рейда агенты Бюро сухого закона Иззи Эйнштейн и Мо Смит конфисковали виски на сумму более $100 000 и многочисленные поддельные разрешения на продажу медицинского спирта на складе оливкового масла Дибеллы в Бруклине. Скиро был свидетелем на свадьбе Дибеллы в 1912 году. 12 сентября 1922 года брат Дибеллы, Сальваторе, был арестован и позже осуждён (также под псевдонимом Пьяцца) за убийство 17-летнего Гутмана Даймонда, посыльного Western Union, ставшего случайной жертвой во время стрельбы по другому бутлегеру.
2 августа 1922 года агенты Секретной службы при обыске пекарни на Рокавей-авеню в Бруклине помимо нелегального алкоголя нашли красители, прессы, бумагу и фальшивые 5-, 10- и 20-долларовые купюры на сотни долларов. За изготовление фальшивых денег были арестованы гангстер Скиро Бенджамина Галло и ещё четыре человека.
Через шесть дней в ресторане Бенджамина Галло в Бруклине состоялся банкет. Афроамериканец по имени Джордж Мендес прошел в зал и сел у двери. Через несколько минут к Мендесу подошли и потребовали покинуть ресторан, угрожая применением силы. Мендес сказал, что купил билет на банкет и имеет право на место. После этого он был избит и порезан Галло и несколькими посетителями банкета. Мендес выжил и был доставлен в больницу, а Галло был арестован за нападение.
Будущий босс Джозеф Бонанно нелегально иммигрировал в США в середине 1920-х, вскоре присоединившись к банде Скиро и став протеже Сальваторе Маранцано, будущего «босса боссов». В своей автобиографии Бонанно пишет, что, по его мнению, Скиро был «уступчивым парнем с несильним характером» и «крайне неохотно кого-либо раздражал». Троюродный брат Бонанно, Вито Бонвентре, был лидером банды Скиро после его ареста и до освобождения во время дела «хороших убийц». Во время «сухого закона» Бонвентре развернул широкомасштабную бутлегерскую деятельность, и по словам Бонанно «после Скиро Бонвентре был, вероятно, самым богатым» в банде».
Сальваторе Маранцано, родившийся в Кастелламмаре дель Гольфо зять босса сицилийской мафии в Трапани, присоединился к банде Скиро в середине 1920-х годов. Он помог ему создать обширную бутлегерскую сеть в округе Датчесс (штат Нью-Йорк), а также наладил изготовление поддельных иммиграционных документов и документов о натурализации для итальянских иммигрантов, незаконно въехавших в Соединённые Штаты.
Между 1923 и 1928 годами Скиро чувствовал себя достаточно уверенно во главе семьи, совершив три поездки в Европу.
В январе 1929 года Скиро отправился в Лос-Анджелес, чтобы присутствовать на свадьбе сына босса мафии Сан-Франциско Фрэнка Ланцы.

## Изгнание и возвращение на Сицилию
10 октября 1928 года был убит Сальваторе Д'Аквила. Новым капо де капи стал Джо Массерия. После своего возвышения он начал требовать дань с других мафиозных банд. Скиро спровоцировал гнев Массерии после того, как предупредил босса Сан-Франциско Фрэнка Ланца о заговоре с целью его похищения. Массерия потребовал, чтобы Скиро заплатил 10 000 долларов и ушёл с поста босса своего мафиозного клана, обещая сохранить ему жизнь в случае выполнения требований.
Скиро выполнил требования Массерии и покинул как свой клан, так и Соединённые Штаты, вернувшись в родной город Кампореале на Сицилии.
Осенью 1931 года, уже после отъезда Скиро, в бруклинских газетах были опубликованы судебные вызовы ему и другим должностным лицам Masterbilt Housing Corporation.
В 1934 году в Кампореале был открыт мемориал солдатам, погибшим во время Первой мировой войны, построенный на пожертвования, собранные Скиро среди иммигрантов из Кампореале в Америке.
14 октября 1949 года Скиро был лишён американского гражданства по запросу американского консульства в Палермо. Он умер в Кампореале 29 апреля 1957 года.

### Комментарии
1. ↑  Его имя также иногда пишется как Никола (Nicola)[1].
2. ↑  Джованни Баттиста Дибелла и Сальваторе Дибелла были братьями Джона Дибеллы (Джованни Винченцо Дибелла), делового партнёра и закадычного друга преемника Скиро Джозефа Бонанно.[37][38]
3. ↑  Приблизительно 1,6 миллиона долларов США в ценах 2021 года.[39]
4. ↑  Приблизительно 163 000 долларов США в ценах 2021 года.[39]